# Халімонове (заказник)
Халімо́нове — гідрологічний заказник місцевого значення в Україні. Розташований у межах Бахмацького району Чернігівської області, неподалік від північно-східної околиці села Матіївка. 
Площа 14 га. Статус присвоєно згідно з рішенням Чернігівського облвиконкому від 27.12.1984 року № 454; від 28.08.1989 року № 164. Перебуває у віданні ДП «Борзнянське лісове господарство» (Батуринське л-во, кв. 23, 29). 
Статус присвоєно для збереження лучно-болотного природного комплексу, розташованого серед лісового масиву в долині невеликої правої притоки річки Сейм. У деревостані прилеглого лісу переважає осика і дуб. 